# Hervormde kerk (Heerhugowaard)
De Hervormde kerk van Heerhugowaard, tegenwoordig Ontmoetingskerk genoemd, is een kerkgebouw in Heerhugowaard.
In 1866 besloot de protestantse commissie in Heerhugowaard een nieuwe Waterstaatskerk te bouwen die aan de Middenweg zou moeten staan, centraal in het dorp. In 1871 werd de kerk in gebruik genomen. Het gebouw van de architecten J. de Haan en H.G. Gallay is een hallenkerk, waarbij het middenschip geflankeerd wordt door twee gelijke zijbeuken. Kenmerkend is de neoclassicistische stijl met een tongewelf en veel rondboogvensters. De rechthoekige kerktoren heeft een zeskantige naaldspits. 
In de kerk bevindt zich een orgel met karmijnrode kas, gemaakt in 1873 door de Amsterdamse orgelbouwer Pieter Flaes. Het is afkomstig uit de gesloopte Hervormde kerk in Lutjebroek en in 1972 op advies van Klaas Bolt naar Heerhugowaard verplaatst. Het heeft sinds een grondige renovatie in 1985 twee manualen, 13 registers en een vrij pedaal.
Voor de kerk staat sinds 1983 een verguld toegangshek. 
De kerk, een gemeentelijk monument, wordt tot op heden nog steeds gebruikt voor kerkdiensten, en doet ook dienst als cultureel centrum, in samenwerking met het achtergelegen buurthuis De Brink.